# ألفا ميثيل هيستامين
ألفا ميثيل هيستامين (الاسم العلمي: Alpha-Methylhistamine) هو ناهض هيستاميني انتقائي لمستقبلات H2، سببت خفض ضغط الدم وتقليل معدل ضربات القلب عند حيوانات التجربة.